# Atletika na Letních olympijských hrách 1956 – 100 metrů muži
 Běh na 100 metrů mužů na Letních olympijských hrách 1956 se uskutečnil ve dnech 23. a 24. listopadu v Melbourne. 

## Výsledky finálového běhu
| *                | jméno          | země                     | čas   |
| ---------------- | -------------- | ------------------------ | ----- |
| Zlatá medaile    | Bobby Morrow   | Spojené státy americké   | 10,62 |
| Stříbrná medaile | Thane Baker    | Spojené státy americké   | 10,77 |
| Bronzová medaile | Hector Hogan   | Austrálie                | 10,77 |
| 4                | Ira Murchison  | Spojené státy americké   | 10,79 |
| 5                | Manfred Germar | Tým sjednoceného Německa | 10,86 |
| 6                | Mike Agostini  | Trinidad a Tobago        | 10,88 |